# Taeniacanthus flagellans
Taeniacanthus flagellans är en kräftdjursart. Taeniacanthus flagellans ingår i släktet Taeniacanthus och familjen Taeniacanthidae. Inga underarter finns listade i Catalogue of Life.